# Kronopolites unicolor
Kronopolites unicolor är en mångfotingart som beskrevs av Carl Graf Attems 1936. Kronopolites unicolor ingår i släktet Kronopolites och familjen orangeridubbelfotingar. Inga underarter finns listade i Catalogue of Life.